# Hanover (Connecticut)
Hanover város az USA Connecticut államában, New London megyében. Lakosainak száma 59 fő (2014).

## Népesség
A település népességének változása:

| 2010 | 67 |
| 2014 | 59 |